# Panzerkampfwagen 35(t)
Pour les articles homonymes, voir Panzerkampfwagen.
Panzerkampfwagen 35(t) est le nom donné par les Allemands au char d'assaut tchécoslovaque LT vz 35 conçu par Škoda Holding.

## Description
Le LT vz 35 (Lehký Tank vzor 35) est de conception classique pour la fin des années 1930, avec un blindage riveté, une tourelle pour deux hommes, et le moteur à l'arrière. Il est armé d'un canon Škoda vz 34 de 37,2 mm (3,7cm KPÚV vz. 34 (en))  manié par le chef de char, et de deux mitrailleuses de 7,92 mm, une coaxiale et une en casemate.
Un moteur Škoda à six cylindres déploie 120 chevaux. Il se situe à l'arrière du char, avec la transmission à six rapports; les roues motrices sont les roues arrière. Le tank est porté par huit roues sur quatre essieux, avec une roue libre à l'avant. Détail original, la transmission et la direction sont assistées avec de l'air comprimé, ce qui permet au conducteur de moins se fatiguer. Cependant, ce mécanisme a posé des problèmes quand les Panzer 35(t) ont été déployés dans le froid extrême du front russe.

## Histoire de son développement
La Tchécoslovaquie achète en 1930 trois chenillettes Carden-Loyd ce qui après leurs modifications aboutit en 1933 à la création d'une chenillette tchèque Tančík vz 33. 
L'armée tchèque commande un char en 1934 à partir du châssis du Tančík vz 33 ce qui aboutit à la création du LT vz 34 mais son train de roulement (chenilles) et son blindage sont très insuffisants ce qui amène l'armée à demander un nouveau char moyen l'année suivante. 
Les deux premiers prototypes du nouveau char, provisoirement nommé S-II-A et P-II-b, sont respectivement présentés en 1935 et 1936. Sa conception rapide mène à de nombreux dysfonctionnements, corrigés après de nombreuses modifications. Le LT vz 35 est produit en masse dans l'usine tchèque Škoda à partir de 1936. En tout 434 chars sont construits, dont 298 pour l'armée tchécoslovaque, 126 pour la Roumanie (sous l'appellation Škoda R-2). L'Afghanistan en commande dix en 1938, mais ceux-ci sont finalement envoyés en Bulgarie par l'occupant allemand, et prennent le nom de T-11.

## Histoire opérationnelle

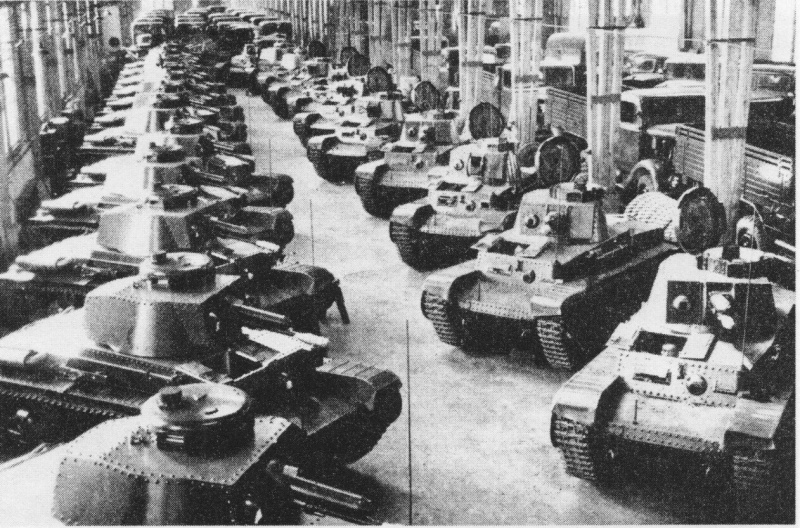
Chars LT vz 35 de l'armée de terre tchécoslovaque en 1938.

Les chars LT vz 35 sont employés par l'armée tchécoslovaque de 1937 à 1939. Mais en tout 219 chars LT vz 35 sont capturés par l'Allemagne en mars 1939 et employés par la Wehrmacht pendant la Seconde Guerre mondiale. Ils sont d'abord employés, à partir du 5 juin 1939, par la cavalerie sous le nom de LTM 35. Mais après le 16 janvier 1940, ils tombent sous le contrôle de la Panzertruppe, les unités blindées allemandes, sous le nom de Panzer 35(t), la lettre t indiquant leur provenance tchécoslovaque. La 6e Panzerdivision (qui, à l'époque, s'appelait encore 1er division légère de cavalerie) en était équipée au début de la guerre, et les chars ont servi en Pologne en 1939 et en France en 1940. Mais à partir de 1940, il n'y a plus de pièces détachées et les chars doivent être entièrement reconstruits pour rester opérationnels ; il est donc décidé que la campagne de l'été 1941 sera leur dernière. De plus, les Panzer 35(t) se révèlent totalement inadéquats face aux froids extrêmes rencontrés en URSS. Fin novembre 1941, plus un seul n'est opérationnel. Ces faiblesses, en plus de la minceur de leur blindage et du faible calibre de leur canon face aux chars soviétiques, fait que la plupart sont retirés du front et que les 26 fonctionnant encore en 1942 sont vendus à la Roumanie. Le char continue à servir encore un an en Slovaquie et en Roumanie. Certains sont ensuite transformés par l'Allemagne en transporteurs ou tracteurs de munitions.
L'armée slovaque, de son côté, emploie 79 de ces chars contre l'Union soviétique. La Bulgarie, en plus des 10 chars originellement destinés à l'Afghanistan et équipés d'un meilleur canon A-7 qu'ils ont reçu en 1939, reçoivent 26 de ces chars en 1940. La Roumanie emploie 126 chars contre l'Union soviétique en 1941 et 1942. Vingt de ces chars sont transformés en chasseurs de chars TACAM R-2 avec un canon de 76,2 mm.

## Le PanzerKampfwagen 35(t) sous les couleurs étrangères

### L'intérêt étranger
Le Panzerkampfwagen 35 s'attire rapidement l’intérêt du marché de l'exportation, rassuré par les grosses commandes de l'État tchécoslovaque. L'un des premiers sur les rangs est le Royaume-Uni. En 1937, le Royal Tank Corps n'aligne effectivement aucun blindé moyen moderne. Le Vickers Mark.II est complètement obsolète, tant pour son agencement, son blindage que par sa mobilité, et le Light Tank Mk. V/VI ne peut rendre que des services très limités au vu de son armement et de sa cuirasse, lui interdisant tout engagement avec un de ses congénères. Catastrophés par l'état de leur parc blindé en comparaison de ceux de l'URSS, de la France ou de la Tchécoslovaquie, les militaires britanniques poussent les fabricants nationaux à lancer leurs propres projets de « Cruiser Tanks » afin de remédier à l'absence de Medium Tanks, mais les délais de développement imposent l'achat de matériels étrangers pour faire la jonction. Le choix se porte alors sur le Lt vz.35, avec une commande de 100 véhicules. Par la suite, 100 machines supplémentaires doivent être produites sous licence par Vickers. Déjà incapables d'honorer les livraisons nationales, les usines tchèques ne peuvent répondre à la demande. En définitive, l'invasion allemande de mars 1939 met fin aux négociations. De la même manière, les pourparlers menés avec la Yougoslavie échouent, car son cahier des charges impose un canon de 47 mm, avec un blindage revu à la hausse et une motorisation Diesel. La Pologne fait une demande similaire, mais, à l'inverse de la Yougoslavie et du Royaume-Uni, les relations diplomatiques entre Prague et Varsovie sont tendues, pour ne pas dire exécrables, en particulier depuis l'occupation polonaise de Zaolzie, dans le nord du pays. Pourtant, les représentants envoyés à Pilsen, aux usines Škoda, sont tout à fait favorables à l'acquisition du blindé, qui pallierait à la fois les limites du 7TP local et les retards de développement des 10TP et 14TP moyens.
Prague n'est pas aussi enthousiasme, mais une fois encore, les événements de mars 1939 mettront fin aux échanges, la Tchécoslovaquie n’existant plus et la Pologne étant à son tour dans la ligne de mire de Berlin. Enfin, le véhicule est convoité par une délégation militaire afghane, qui décide de passer commande de 10 exemplaires, différent légèrement de leurs homologues standards par un équipement radio amélioré et un nouvel armement, une pièce Škoda A7 de 37 mm, identique à celle montée sur les nouveaux TNH de CKD (futur Panzer 38(t), eux aussi connaissant un excellent succès à l'export). Rattrapée par l'occupation allemande, la livraison ne sera finalement pas honorée, les 10 engins étant reversés à l'armée bulgare.

### Le cas soviétique
L'URSS se montre aussi intéressée par le Panzerkampfwagen 35 t, puisque le lourd T-35, peu fiable, n'est pas adapté aux conditions du champ de bataille et que le T-26 nécessite une modernisation majeure. Entre les purges staliniennes et l’arrêt de nombreux programmes, l'Armée rouge se retrouve dépourvue de chars moyens modernes et, l'attente de la finalisation de projets nationaux, elle se tourne vers la France et la Tchécoslovaquie. Si les premières approches sont plus de l'ordre de l'espionnage industriel qu'autre chose, durant l'été 1938, le prototype S-II (encore immatriculé 13.620) et un Lt vz. 35 « standard » (immatriculé 13.90) arrivent sur le terrain d'essai de Koubinka, avec une petite délégation tchécoslovaque d'une vingtaine de personnes. De long tests ont lieu durant les mois de septembre et d'octobre, portant sur la mobilité, la puissance de feu et la résistance du véhicule. Malgré les éprouvantes épreuves, aucun souci technique majeur ne vient ternir les performances des machines tchécoslovaques, si ce n'est une boîte de vitesses endommagée, quelques enlisements et une usure excessive du cerclage en caoutchouc des roues. Pour autant, les Soviétiques font preuve d'une grande mauvaise foi, transparaissant nettement dans les divers rapports émis par les ingénieurs russes sur place : absence de ventilateur, équipage à l'étroit... autant de défauts qui sont, en réalité, partagés par tous les tanks russes de l'époque. Par ailleurs, le blindage est jugé insuffisant, bien qu'une amélioration ait été tout à fait possible, comme en témoignent les prévisions de Škoda. Enfin, les ingénieurs soviétiques ignorent délibérément les qualités de la transmission assistée et de la suspension, bien qu'à la première occasion, cette dernière sera copiée en urgence et appliquée.. à un T-26 de démonstration quelques mois plus tard. Côté tchécoslovaque, la crainte de tels agissements fait que les machines sont gardées nuit et jour. Déjà dépassée par les commandes des militaires tchèques, Škoda exige un prix très élevé lorsque les Soviétiques proposent l'achat du prototype S-II et d'une licence de production. Un tarif finalement jugé excessif par l'État russe. La firme de Pilsen craint, en outre, que Moscou ne fabrique illégalement une version locale. Finalement, aucune négociation n'est finalisée, et le Kremlin ne payant que les frais de « location » des véhicules, les deux exemplaires sont rapatriées début 1939, en Ruthénie. Plusieurs sources indiquent qu'au moins un Panzer 35(t) ex-allemand capturé aurait été essayé à Koubinka après-guerre, puis démoli par la suite.

### Sous les couleurs hongroises
Le 14 mars 1939, l'assemblée slovaque se réunit afin de proclamer son indépendance. Si la Hongrie reconnait cet était de fait ; elle n'en revendique pas moins la lisière orientale de la nouvelle nation. Des tensions qui dégénèrent rapidement en affrontement armé. Appelé « Petite Guerre », ce conflit se déroule du 23 au 31 mars 1939, avant d'être stoppé par l'Allemagne après la signature du « traité de protection », mettant le petit pays sous la tutelle de Berlin. L'armée hongroise capture alors un PanzerKampfwagen 35 (t) qui est réutilisé après l'application de nouveaux marquages.

### Sous les couleurs roumaines
Le PanzerKampfwagen 35 a donc les faveurs de nombreuses armées désirant déployer une force blindée efficace. Malgré les difficiles événements politiques de 1938-39, certaines commandes étrangères sont effectivement honorées. Le premier pays à obtenir des Panzer 35 est la Roumanie. Proche politiquement et militairement de la Tchécoslovaquie, Bucarest a déjà pu compter sur le savoir-faire de CKD lors de l'acquisition de 36 chars légers AH-IV, désignés localement R-1. C'est logiquement vers la dernière réalisation de Škoda que se tournent les militaires roumains, soucieux d'aligner un tank moyen dans leur arsenal de manière à compléter les modestes chenillettes Renault UE et Carden-Loyd produites sous licence. Après des essais, un total de 126 unités, désignées localement R-2, est acheté par l'armée roumaine le 14 août 1938. Reprenant sa base mécanique, les Roumains développent ensuite de version antichar, référencée TACAM R-2.

### Sous les couleurs slovaques
Les cas des Panzer 35(t) slovaques est emblématique du sort de cette nation durant le Second conflit mondial. Le 14 mars 1939, quelques heures avant le démembrement de la Tchécoslovaquie, Mgr Tiso déclare l'indépendance de la Slovaquie, en y instaurant un régime fasciste pro-nazi. Les quelque 53 panzer 35 présents sur le territoire de la « nouvelle Slovaquie » sont hâtivement inclus au sein de l'Armée slovaque, un « héritage » de plus intéressants, la plaçant largement à la hauteur de ses turbulents voisins, notamment la Hongrie. Cette dernière capturera un exemplaire durant le court conflit avec la Slovaquie (23 au 31 mars 1939).

### Sous les couleurs bulgares
La Bulgarie a aussi des vues sur le Panzer 35, mais les événements de mars 1939 sont fatals aux négociations, en dépit de la bonne volonté de la firme tchèque. Proche alliée de l'Allemagne, la Bulgarie envoie une délégation militaire en août 1939 afin d'étudier le potentiel du Panzer 35(t), l'armée bulgare n'alignant à l'époque que quelques C.V. 33 d'origine italienne et huit Vickers 6-ton. À la suite de la mainmise du 3e Reich sur Škoda, Sofia s'adresse directement aux militaires allemands. un accord est rapidement passé, et la Bulgarie acquiert 10 T-11. La désignation tchèque est alors adoptée par les militaires bulgares. Il s'agit, ni plus ni moins, des 10 engins commandés par l'Afghanistan quelques mois plus tôt. Par la suite, 16 autres T-11 sont prélevés sur les stocks allemands, pour porter le total à 26 exemplaires, que la Bulgarie utilisera jusqu'au début des années 1950.